# NBA 2K (computerspelserie)
NBA 2K is een serie computerspellen waarbij de speler basketbal kan spelen. De speler kan dan spelen als zijn favourite team of speler uit de NBA en WNBA. De spellen werden ontwikkeld door Visual Concepts en uitgegeven door Sega Sports en sinds 2005 door 2K Sports. De serie begon in 1999 met een computerspel voor de Dreamcast. Inmiddels wordt er elk jaar een nieuwe gemaakt en bevat de serie veertien computerspellen. 

## Spellen
| Titel               | Ontwikkelaar    | Uitgever  | Platforms                                                                                       | Uitgiftedatum     | Persoon op de cover                                          |
| ------------------- | --------------- | --------- | ----------------------------------------------------------------------------------------------- | ----------------- | ------------------------------------------------------------ |
| NBA 2K              | Visual Concepts | Sega      | Dreamcast                                                                                       | 3 maart 2000      | Allen Iverson                                                |
| NBA 2K1             | Visual Concepts | Sega      | Dreamcast                                                                                       | 31 oktober 2000   | Allen Iverson                                                |
| NBA 2K2             | Visual Concepts | Sega      | Dreamcast, PS2, Xbox, GameCube                                                                  | 8 maart 2002      | Allen Iverson                                                |
| NBA 2K3             | Visual Concepts | Sega      | PS2, Xbox, GameCube                                                                             | 28 maart 2003     | Allen Iverson                                                |
| ESPN NBA Basketball | Visual Concepts | Sega      | PS2, Xbox                                                                                       | 28 november 2003  | Allen Iverson                                                |
| ESPN NBA 2K5        | Visual Concepts | Sega      | PS2, Xbox                                                                                       | 4 februari 2005   | Ben Wallace                                                  |
| NBA 2K6             | Visual Concepts | 2K Sports | PS2, Xbox, Xbox 360                                                                             | 10 maart 2006     | Shaquille O'Neal                                             |
| NBA 2K7             | Visual Concepts | 2K Sports | PS2, PS3, Xbox, Xbox 360                                                                        | 3 november 2006   | Shaquille O'Neal                                             |
| NBA 2K8             | Visual Concepts | 2K Sports | PS2, PS3, Xbox 360                                                                              | 23 november 2007  | Chris Paul                                                   |
| NBA 2K9             | Visual Concepts | 2K Sports | Windows, PS2, PS3, Xbox 360                                                                     | 10 oktober 2008   | Kevin Garnett                                                |
| NBA 2K10            | Visual Concepts | 2K Sports | Windows, PS2, PS3, PSP, Xbox 360, Wii                                                           | 6 oktober 2009    | Kobe Bryant                                                  |
| NBA 2K11            | Visual Concepts | 2K Sports | Windows, PS2, PS3, PSP, Xbox 360, Wii                                                           | 8 oktober 2010    | Michael Jordan                                               |
| NBA 2K12            | Visual Concepts | 2K Sports | Windows, PS2, PS3, PSP, Xbox 360, Wii, iOS                                                      | 7 oktober 2011    | Michael Jordan/Larry Bird/Magic Johnson                      |
| NBA 2K13            | Visual Concepts | 2K Sports | Windows, PS3, PSP, Xbox 360, Wii, Wii U, Android, iOS                                           | 5 oktober 2012    | Derrick Rose, Kevin Durant, Blake Griffin                    |
| NBA 2K14            | Visual Concepts | 2K Sports | Windows, PS3, PS4, Xbox 360, Xbox One, Android, iOS                                             | 4 oktober 2013    | LeBron James                                                 |
| NBA 2K15            | Visual Concepts | 2K Sports | Windows, PS3, PS4, Xbox 360, Xbox One, Android, iOS                                             | 10 oktober 2014   | Kevin Durant                                                 |
| NBA 2K16            | Visual Concepts | 2K Sports | Windows, PS3, PS4, Xbox 360, Xbox One, Android, iOS                                             | 29 september 2015 | stephen curry                                                |
| NBA 2K17            | Visual Concepts | 2K Sports | Windows, PS3, PS4, Xbox 360, Xbox One, Android, iOS                                             | 20 september 2016 | Paul George                                                  |
| NBA 2K18            | Visual Concepts | 2K Sports | Windows, PS3, PS4, Xbox 360, Xbox One, Nintendo Switch, Android, iOS                            | 19 september 2017 | Kyrie Irving                                                 |
| NBA 2K19            | Visual Concepts | 2K Sports | Windows, PS4, Xbox One, Nintendo Switch, Android, iOS                                           | 11 september 2018 | Giannis Antetokounmpo                                        |
| NBA 2K20            | Visual Concepts | 2K Sports | Windows, PS4, Xbox One, Nintendo Switch, Stadia, Android, iOS                                   | 6 september 2019  | Anthony Davis                                                |
| NBA 2K21            | Visual Concepts | 2K Sports | Windows, Nintendo Switch, PlayStation 4, PlayStation 5, Xbox One, Xbox Series X/S, Stadia       | 4 september 2020  | Damian Lillard Zion Williamson (Playstation 5 & Xbox Series) |
| NBA 2K22            | Visual Concepts | 2K Sports | Windows, Nintendo Switch, PlayStation 4, PlayStation 5, Xbox One, Xbox Series X/S, Apple Arcade | 10 september 2021 | Luka Dončić                                                  |
| NBA 2K23            | Visual Concepts | 2K Sports | Windows, Nintendo Switch, PlayStation 4, PlayStation 5, Xbox One, Xbox Series X/S, Apple Arcade | 9 september 2022  | Devin Booker                                                 |

1. ↑  Europese uitgiftedatum voor de meeste platforms. De uitgiftedatum kan verschillen voor andere landen en gebieden en/of platforms.
2. ↑  Persoon op de cover van de standaardeditie. Sommige games hebben andere edities of buitenlandse covers met andere personen erop.
3. ↑  Noord-Amerikaanse uitgiftedatum. De game werd niet in Europa uitgegeven.